# Tailend-Nunatak
Der Tailend-Nunatak ist ein 535 m (nach britischen Angaben rund 550 m) hoher Nunatak im ostantarktischen Coatsland. Er ragt am nördlichen Ende der Theron Mountains im Transantarktischen Gebirge auf.
Teilnehmer der Commonwealth Trans-Antarctic Expedition (1955–1958) unter der Leitung des britischen Polarforschers Vivian Fuchs kartierten ihn zwischen 1956 und 1957. Seinen Namen verdankt er seiner Lage am „Schwanzende“ (englisch tailend) der Theron Mountains.